# آنا لواندی
آنا لواندی (روسی: Анна Анатольевна Леванди (Кондрашова)؛ زادهٔ ۳۰ ژوئن ۱۹۶۵) اسکیت‌باز نمایشی اهل استونی است.
از افتخارات وی میتوان به کسب مدال نقره مسابقات قهرمانی اسکیت نمایشی ۱۹۸۴ اشاره کرد.